# チョ・ジェヒョン
チョ・ジェヒョン（조재현、曺 在鉉、1965年6月30日 - ）は大韓民国の俳優。身長172 cm。
1989年にKBSの公開採用で俳優になり、テレビドラマや映画に出演した後、1996年の映画『鰐』以降、世界的映画監督キム・ギドクの作品に多く出演し、2001年のキム・ギドク監督作品『悪い男』では百想芸術大賞の映画部門最優秀男性演技賞を受賞した。テレビドラマでも外科医を演じた2007年の人気作『ニューハート』や、2014年のKBSの大河ドラマ『鄭道伝』（チョン・ドジョン）に中心人物の鄭道伝役で出演するなど個性ある俳優として活躍し、『鄭道伝』では百想芸術大賞のテレビ部門最優秀男性演技賞を受賞した。しかし2018年に性的暴行を告発され、謝罪し、芸能活動を中止した。

## 主な出演作品

### 映画
- 『鰐〜ワニ〜』（1996年）
- 『ワイルド・アニマル』（1997年）
- 『ディナーの後に』（1998年）
- 『魚と寝る女』（2000年）
- 『Interview インタビュー』（2000年）
- 『受取人不明』（2001年）
- 『悪い男』（2001年）
- 『ミラクル・サッカー』（2001年）
- 『清風明月』（2003年）
- 『木浦は港だ（朝鮮語版）』（2004年）
- 『韓半島 -HANBANDO-』（2006年）
- 『マリン・ボーイ』（2009年）
- 『執行者』（2009年）
- 『インフルエンス』（2010年）
- 『チョコレート・バトラー』（2011年）
- 『ウエイト 呪われし存在の重さ』（2012年）
- 『メビウス』（2013年）
- 『王の涙 -イ・サンの決断-』（2014年）
- 『キム・ソンダル 大河を売った詐欺師たち』（2016年）

### テレビドラマ
- 女の男（1993年、MBC） - ヨンス役
- 野望の伝説（1998年、KBS） - マ・ダラス役
- Happy Together（1999年、SBS） - チョ・ピルドゥ役
- クッキ 〜菊熙〜（1999年、MBC） - チュニョン役
- ジュリエットの男（2000年、SBS） - シン・ボッキュ役
- ルーキー!（2000年）
- ピアノ（2001年-2002年、SBS） - ハン・オッカン役
- チェオクの剣（2003年、MBC） - チャン・イルスン役
- 雪だるま（2003年、MBC） - ハン・ピルスン役
- 愛してると云って（2004年、MBC） - チョ・ジェヒョン役
- 香港エクスプレス（2005年、SBS） - カン・ミンス役
- 春の微笑み（2005年）
- ニューハート（2007年-2008年、MBC） - チェ・ガングク役
- 食客（2008年、SBS） - 純宗役
- 階伯（ケベク）（2011年、MBC） - 義慈（ウィジャ）王役
- 天女がいなきゃ?!（2012年、KBS） - コ・ジェヒョン役
- シンドローム（2012年、JTBC） - チャ・テジン役
- スキャンダル（2013年、MBC） - ハ・ミョングン役
- 鄭道伝（チョン・ドジョン）（2014年、KBS） - チョン・ドジョン役
- パンチ 〜余命6ヶ月の奇跡〜（2014年-2015年、SBS） - イ・テジュン役
- ラスト・チャンス!（2015年、KBS） - キム・ドンシク役
- マスター・ククスの神 〜復讐の果てに〜（2016年、KBS） - キム・ギルト（ハ・ジョンテ）役
- ソロモンの偽証（2016年-2017年、JTBC） - ハン・ギョンムン役
- 耳打ち〜愛の言葉〜（2017年、SBS） - イ・テジュン役